# Махмуд аль-Захар
Махмуд аз-Захар (араб. محمود الزهار; нар. 23 жовтня 1945) — один із засновників ісламістського радикального руху «Хамас» та один із його політичних лідерів у Секторі Гази. З 2006 року обіймав посаду міністра закордонних справ Палестинської адміністрації від «Хамас».

## Життєпис
Батько аз-Захара був палестинцем, а мати — єгиптянка. Його дитячі роки пройшли в Ісмаїлії в Єгипті; після закінчення загальноосвітньої школи в Газі аз-Захар вступив до університету Айн-Шамс у Каїрі, де отримав диплом хірурга (1976). Після практики аз-Захар працював хірургом у лікарнях Гази та Хан-Юніса.
Із заснуванням «Хамас», аз-Захар став його провідним членом. У 1988 році Махмуд аз-Захар зустрічався з Іцхаком Рабіном як один із представників «Хамас» (вважалася тоді благодійною ісламістською організацією та кращою альтернативою ФАТХу). Того ж року аз-Захара було затримано Ізраїлем на 6 місяців. У 1992 році він провів близько року в Лівані, увійшовши до депортованих активістів Хамас. У 1996 році він знову просидів в ізраїльській в'язниці близько року, в цей час він тяжко захворів.
Після загибелі більшої частини керівництва «Хамас» аз-Захар став одним із лідерів організації у Газі; 10 вересня 2003 року він уникнув атаки ізраїльських ВПС, у якій загинув його син. Перед виборами до Палестинської автономії в інтерв'ю аз-Захар говорив, що «Палестина має бути ісламською державою, яка живе за законами шаріату і простягається від Середземного моря до Йордану». Проте, після обіймання посади міністра закордонних справ та за останніми інтерв'ю він не виключає реальних переговорів з Ізраїлем.

## Родина
Аз-Захар одружений та має семеро дітей. Його старший син загинув у 2003 році, під час невдалого замаху, інший загинув у січні 2008 року під час боїв із ізраїльськими військами у Газі.
В інтерв'ю Ньюсвік 30 серпня 2005 року Махмуд аз-Захар на запитання журналіста, чи має Сектор Гази стати «Хамастаном», відповів ствердно.